# Kul al-Arab
Kul al-Arab (arabsky كل العرب‎, doslova Všichni Arabové) je izraelský arabsky psaný týdeník založený v roce 1987. Noviny sídlí v Nazaretu a jsou nejvlivnějším a nejčtenějším arabskojazyčným periodikem v Izraeli.  Je distribuován také na Západním břehu Jordánu. Kul al-Arab má 70 zaměstnanců a náklad 38 000 výtisků. Podle BBC jsou noviny „známé především jako křesťanské noviny“, ale „snaží se rozšířit své muslimské publikum“. Většina příjmů novin pochází z inzerce, a proto jsou někdy rozdávány zdarma. Nějakou dobu noviny redigoval básník Samíh al-Kasím, který byl jejich čestným redaktorem.
V roce 2005 BBC uvedla, že list „kritizuje izraelskou a americkou politiku, ale stejně kritický je i k Palestinské autonomii“. Teroristy a sebevražedné atentátníky označuje jako „mučedníky“.
Noviny založila reklamní agentura al-Bustenaj, kterou tehdy řídil Músá Hasadíjá. Od roku 2008 vlastní Hasadíjá 40 % novin, zbytek patří aš-Štiwímu a „skupině izraelských arabských podnikatelů“. Po určitou dobu vlastnila Yedioth Ahronoth Group a Legal Tender Initiative každá 25 % novin, druhou polovinu vlastnili Hasadíjá a aš-Štiwí. Obě skupiny se však dostaly do konfliktu, který v roce 2006 vyústil v soudní spor a o dva roky později došlo k odkoupení společností Yediot a Legal Tender.
Vydavatelství listu vlastní také časopis pro ženy Lady Kul al-Arab a internetové stránky al-Arab, které denně navštíví 45 000 lidí. Kul al-Arab také sponzoruje každoroční izraelskou arabskou soutěž krásy s cenou 10 000 dolarů.